# Драматичні твори Тараса Шевченка
Драматичні твори Тараса Шевченка, що дійшли до нас, — це п'єса «Назар Стодоля» (1843) та уривок історичної п'єси «Никита Гайдай» (1841). Решта п'єс Шевченка не збереглися.

## Перелік
- Назар Стодоля
- Никита Гайдай